# 龍遊天下
《龍遊天下》，是由中國大陸上海展望文化傳播有限公司投資拍攝的。2008年1月25日在上海東方電影頻道首播，2011年3月18日浙江卫视上星，2012年2月3日台灣中視首播。

## 主要演員

### 核心演員
| 演員   | 角色            | 備註 |
| 王燦   | 司馬浩天        | 司馬玉龍之父，他仁民爱物，深受百姓爱戴。但是奸相窃国，使他战死沙场。 |
| 王燦   | 司馬玉龍/楚天佑 | 他是天之骄子，一国之主，胸怀天下，仁民爱物，温文尔雅，武艺超群。有“泰山崩于前而面不改色”的气魄；有“先天下之忧而忧”的心怀：有“民为重，社稷次之，君为轻。”的帝王胸襟，举手投足间彰显着不凡的气质。 在他8岁时，奸相窃国，父王被杀，母后跳崖，他与忠将赵毅之子赵羽被高人相救。15年后，玉龙夺回王位，得知母后尚在人间，化名楚天佑，与赵羽、白珊珊、丁五味微服寻访母后的下落，同时暗查百姓之疾苦，为官之良莠。                                                 |
| 齊千郡 | 王后            | 司馬玉龍之母。但是奸相窃国，坠落山崖。司马玉龙登基后称为太后。曾先后分别遇到司马玉龙和白珊珊但分别因自己目盲失忆和白珊珊被郭舒羽伤及喉咙无法说话而未能相认。（续集《龙行天下》交代曾被叶洪结义兄弟桂万军劫持） |
| 曾安琪 | 賈鳳/白珊珊     | 她单纯善良，外柔内刚，生性执着，敢爱敢恨，清秀若水的面容，出尘雅致的气息，自然而不造作，别有一番风情。她漂亮的外表和喜欢打抱不平的内心同样可贵；外表的坚强或许掩盖了她内心的柔弱，但却在受到伤害的时候表露无疑。 从一开始在客栈里的相遇，到五句包子的意外，再到屠龙潭的刺杀，她的心被逐渐的占据。从起先的家母遗命，到最后的护卫陪同，她的生命变得越来越丰富多彩。她认识了三个生死之交，和他们在一起，她感到快乐。 她被他们改变着、感染着，也融入了他们。 |
| 沈世朋 | 趙毅            | 赵羽之父，死後追封世襲忠義侯。 |
| 沈世朋 | 趙羽            | 他忠心耿耿，铁骨铮铮，武功高强，义薄云天。 什么叫忠诚，什么叫正义，什么叫责任。 在他的身上，都有了完美的解释。从幼时替少主去死，到长大后助少主继位，再到保护国主微服出京。他用行动完美地诠释了“忠”。追随国主，他无怨无悔；保护同伴，他奋不顾身；解救百姓，他义无反顾。 在他的眉眼间，射出阵阵肃杀，或许我们只能看到冷酷，但是在冷面的外表内，却是一颗火热的心，一颗看不得半点不平之事的心。                                                              |
| 周明增 | 丁五味          | 他生性自傲，心地善良，医术高明，幽默风趣，他爱财，却取之有“道”，行“骗”天下，乃“道”中之“道”。 他从一个行骗天下、四处漂泊的“骗子”，到被友情所牵绊的“当家的丁老九”，最后到太医院太医，他经历了很多，成长了很多。 或许有人会以为他是个笨蛋，国主就在你面前你却蒙在鼓里，但是如果没有了他，那这一行人会缺少多少的欢笑。或许他贪财，但却取之有道、劫富济贫；或许他爱挖苦人，但却是有口无心。他是“人间财神爷”，是四人中的“活宝”。                               |

## 标题文字

### 貫穿全劇其他演員
| 演員   | 角色     | 備註                                                                     |
| 賀鏹   | 葉洪     | 宰相，勾结异邦，谋权篡位，最終失敗而逃亡。（续集《龙行天下》中交代已死） |
| 王家輝 | 玉龍童年 |                                                                          |
| 馬啟慧 | 趙羽童年 |                                                                          |
| 陳濤   | 五味童年 |                                                                          |
|        | 李環     |                                                                          |
|        | 白武     | 白珊珊之父，为叶洪所害                                                   |
|        | 虎妞     |                                                                          |
| 關悅   | 周芸兒   |                                                                          |
| 郭軍   | 魏愛林   |                                                                          |
| 李肖寧 | 何耀祖   |                                                                          |
| 洪俊傑 | 陳彪     | 何耀祖跟班                                                               |
|        | 林威     | 何耀祖跟班                                                               |

### 第一部分 養子不教誰之過
| 演員   | 角色   | 備註     |
| 李肖宁 | 何耀祖 |          |
| 烏日根 | 蔡文星 |          |
| 劉廣厚 | 周父   |          |
| 孟月英 | 周母   |          |
| 李鐵軍 | 何正杰 | 何耀祖父 |
| 何曼芬 | 何母   |          |
| 郭军   | 萧天赞 |          |

### 第二部分 棺中產子
| 演員   | 角色   | 備註                   |
| 張瑞珈 | 呂母   |                        |
| 郭軍   | 魏慶林 |                        |
| 張如君 | 洪秀蘭 |                        |
| 張靜東 | 呂家棋 | 洪秀蘭夫               |
| 楊子炫 | 段英紅 | 呂家棋姨娘，魏庆林表妹 |
| 王瑜   | 長貴   | 長贵劉管事             |
| 張家駿 | 洪父   |                        |
| 張婷婷 | 小香   | 吕家丫鬟               |

### 第三部分 壽止公堂
| 演員   | 角色   | 備註                                                             |
| 姚卓君 | 郭展鵬 | 陳秀桃之未婚夫，县令，判父母有罪后当堂自杀，临死被追封为男爵     |
| 陰奕彤 | 方玉潔 | 辜孝誠妻                                                         |
| 陰傅   | 方玉潔 |                                                                  |
| 劉蘇   | 江秋萍 | 郭舒羽之妻，生郭孝诚、郭展鹏，后因郭展鹏治病需钱，携长子改嫁辜慎 |
| 關少曾 | 郭舒羽 | 江秋萍之前夫，辜孝诚、郭展鹏父                                   |
| 劉奕宏 | 陳秀桃 | 郭展鵬之未婚妻                                                   |
| 文忠   | 辜孝誠 | 本名郭孝誠，郭展鹏兄，获准于郭展鹏死后承袭其男爵                 |
| 于子寬 | 辜慎   | 江秋萍后夫，撞破江秋萍与郭舒羽重逢后发生争执意外身亡             |
| 董可飛 | 朱有福 |                                                                  |

### 第四部分 當歸
| 演員   | 角色   | 備註                                                   |
| 姚卓君 | 汪恩倫 |                                                        |
| 米楊   | 湯瑤   | 汤乐女，汪恩倫后妻，因谋杀未遂被从轻判为终身监禁后自杀 |
| 宋芮宇 | 余秋琴 | 汪恩倫前妻，后被汤夫人认女                             |
| 張波   | 丁五行 | 丁五味父                                               |
| 王小红 | 湯夫人 |                                                        |
| 趙英麗 | 汪母   |                                                        |
| 畢翰文 | 阿隆   |                                                        |
| 戚一鳴 | 汪志邦 | 汪恩伦与余秋琴子，后被汤夫人认孙                       |

## 電視劇歌曲
| 曲序 | 曲目                 |      | 作曲   | 演唱者 |
| ---- | -------------------- | ---- | ------ | ------ |
| 1.   | 快樂似神仙（片頭曲） | 東函 | 紀明陽 | 樊凡   |
| 2.   | 错爱（片尾曲）       | 東函 | 紀明陽 | 李羿慧 |

## 收视率

### 台灣中視
| 播映日期                | 週數     | 平均收視率 | 排名 | 集數  | 備註                                             |
| ----------------------- | -------- | ---------- | ---- | ----- | ------------------------------------------------ |
| 2012年2月3日            | 1        | 1.37       | 4    | 01    | 接於《公主嫁到》後播出 2月3日播出時間21:00-22:00 |
| 2012年2月6日－02月10日  | 2        | 1.37       | 4    | 02-06 |                                                  |
| 2012年2月13日－02月17日 | 3        | 1.49       | 4    | 07-11 |                                                  |
| 2012年2月20日－02月24日 | 4        | 1.48       | 4    | 12-16 |                                                  |
| 2012年2月27日－02月28日 | 5        | 1.92       | 4    | 17-18 | 完結篇                                           |
| 平均收視                | 平均收視 | 1.53       | -    | -     | -                                                |

- 同時段節目：
  - 三立：
    - 三立台灣台《牽手》
    - 三立都會台《真愛找麻煩》

  - 民視《父與子》
  - 台視：
    - 週一～週四《巔峰時代》
    - 週五《百萬小學堂》

  - 華視：
    - 週一～週四《包青天之碧血丹心》
    - 週五《溫柔的慈悲》

  - 大愛《守著你的我／生命花園》
- 由AGB尼爾森調查，調查範圍是四歲以上收看電視之觀眾。
- 資料來源：中時娛樂、凱絡媒體週報

## 外部連結
- 中視《龍遊天下》官網 （页面存档备份，存于）
- https://web.archive.org/web/20080923064638/http://www.vipstar.cn/resume/2255
- https://web.archive.org/web/20160305025721/http://ent.163.com/08/0416/15/49LNMVNR00032DGD.html
- http://ent.sina.com.cn/v/m/f/longytx/index.html （页面存档备份，存于）

## 節目的變遷
| 中視主頻 星期一至星期五20:00~22:00 （2月3日播出時間為21:00-22:00） | 中視主頻 星期一至星期五20:00~22:00 （2月3日播出時間為21:00-22:00） | 中視主頻 星期一至星期五20:00~22:00 （2月3日播出時間為21:00-22:00） |
| ------------------------------------------------------------------ | ------------------------------------------------------------------ | ------------------------------------------------------------------ |
|                                                                    | 龍遊天下 （2012.2.3 - 2012.2.28）                                  |                                                                    |
| 公主嫁到 （2012.1.16 - 2012.2.3）                                  | 龍行天下 （2012.2.29 - 2012.3.26）                                 |                                                                    |

| 中視綜藝台 星期一至五 21:00 - 22:00 | 中視綜藝台 星期一至五 21:00 - 22:00  | 中視綜藝台 星期一至五 21:00 - 22:00 |
| ----------------------------------- | ------------------------------------ | ----------------------------------- |
|                                     | 龍遊天下 （2013.03.27 - 2013.05.14） |                                     |
| 神話 （2013.01.29 - 2013.03.26）    | 未定 （2013.05.15 - 2013.）          |                                     |